# 애스토리 엔터테인먼트의 음반
이 문서는 애스토리 엔터테인먼트에서 발표한 음반 목록이다.

## 2016년 ~ 2020년
- 2016년 9월 17일 아이리스 - 좋은 사람 OST Part.18[1]
- 2017년 7월 5일 페이버릿 - My Favorite
- 2017년 12월 15일 아이리스 - [Digital Single] 말해도 될까
- 2018년 5월 10일 페이버릿 - Love Loves To Love Love
- 2018년 10월 2일 아이리스 - [Digital Single] 지금이라도
- 2019년 1월 15일 페이버릿 - LOCA
- 2019년 12월 31일 아이리스 - [Digital Single] Love Game
- 2020년 3월 11일 페이버릿 - [Digital Single] 또 Lie